# Periuță de dinți

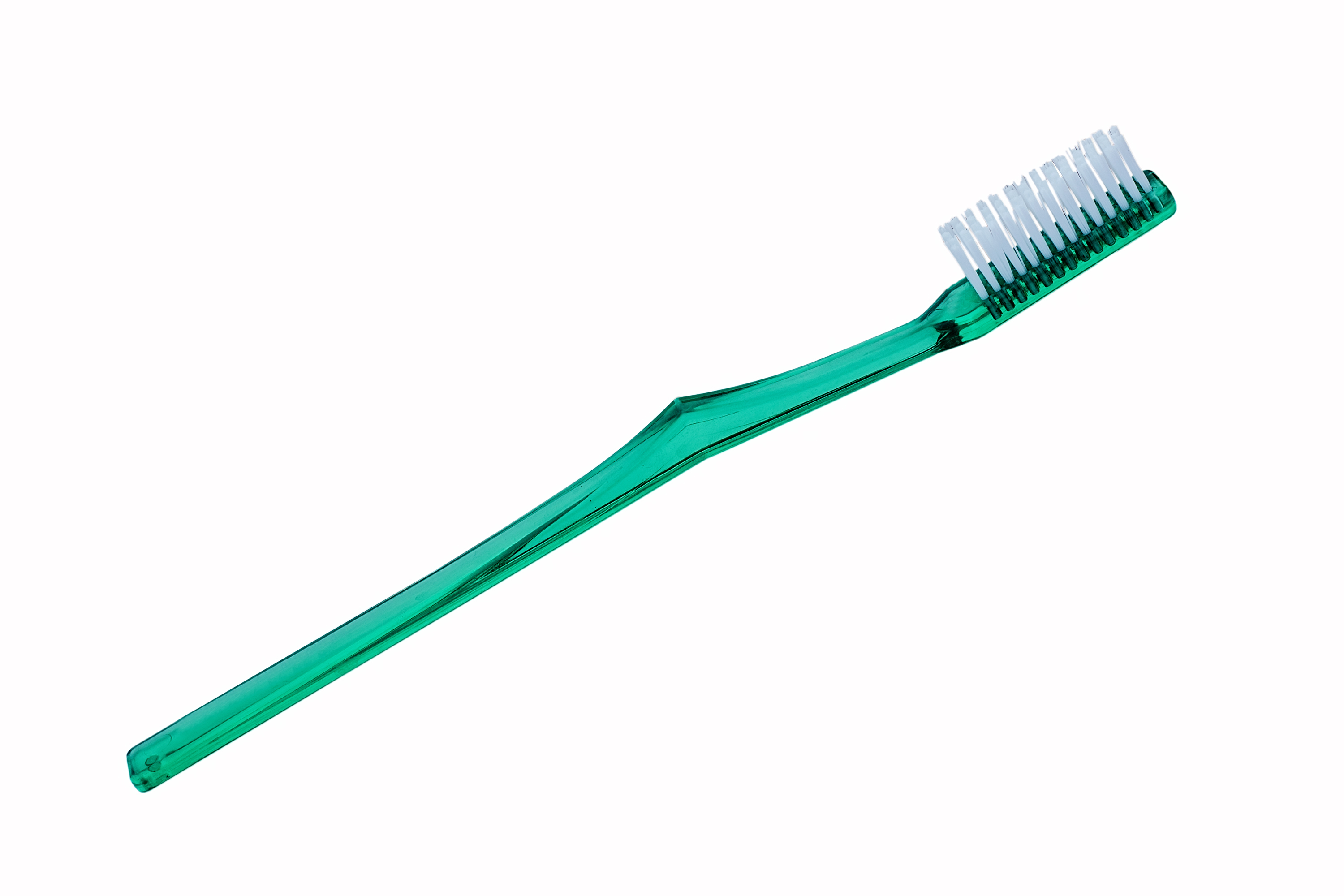
Periuță de dinţi

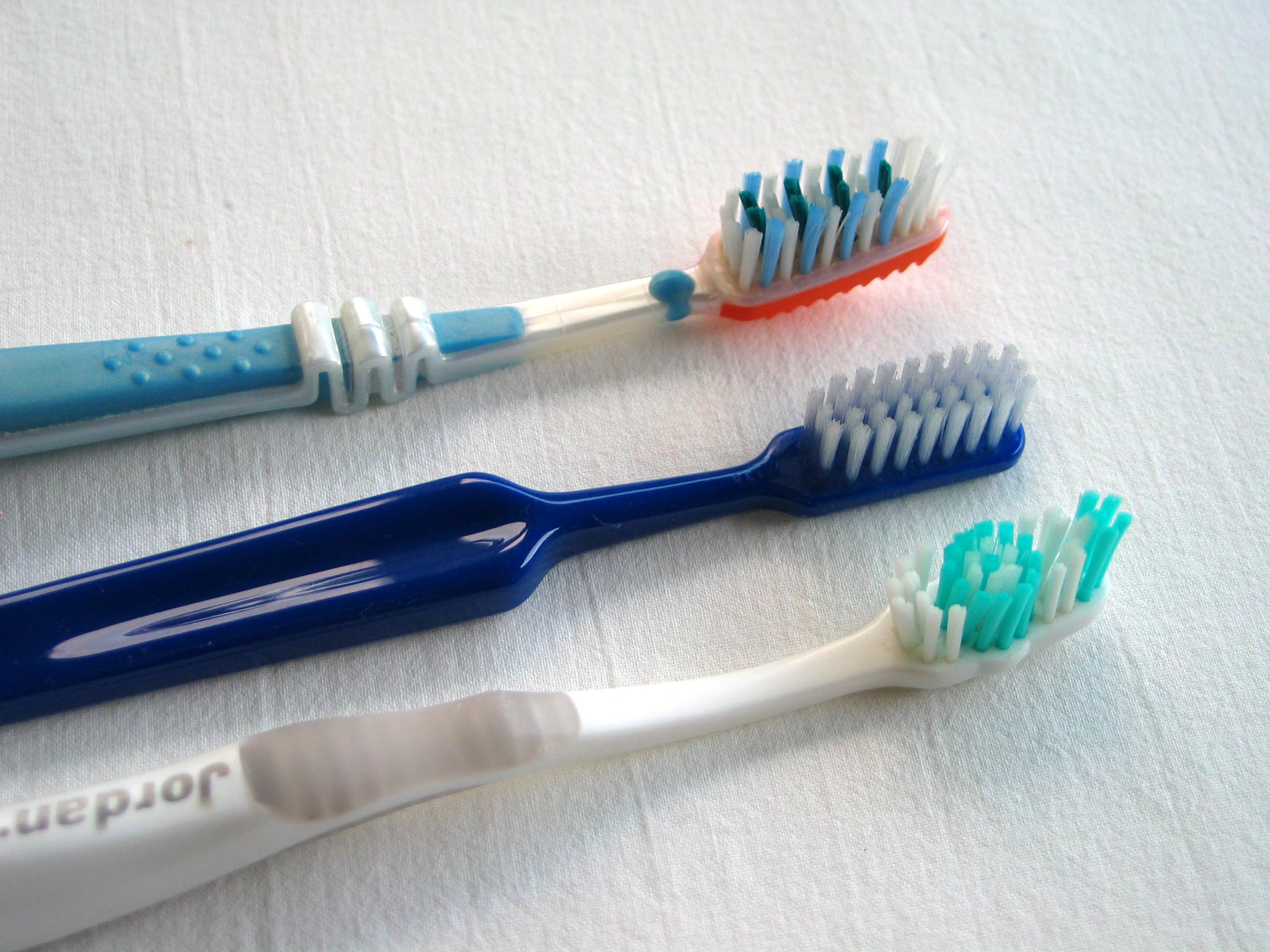
Periuțe de dinţi

Periuța de dinți este un instrument (obiect) care servește la curățirea dinților și păstrarea igienei cavității bucale. Periuțele de dinți au diferite tării ale periilor, mărimi și forme.

## Istorie
Desoperiri arheologice în morminte egiptene datate circa 3.000 î.d.Hr. dovedesc, că prima periuță de dinți a fost un mic băț care se mesteca. A fost de fapt bucata subțire a unei crengi, care a fost defibrată la un capăt. La unele popoare primitive, asemenea bețișoare se folosesc și azi (de ex. Miswak). 
În Imperiul chinez au fost inventate circa 1.500 d.Hr. primele periuțe de dinți cu perii. Acestea aveau însă forma unei pensule. Periile proveneau de la gâtul porcilor domestici și erau prinse de bețișoare de bambus sau de oscioare.
Comercianții au adus aceste perii în Europa. Însă aici au fost considerate periile ca prea tari. În  Europa se folosea la cea dată peri de cal. Medicul francez Pierre Fauchard, care este considerat tatăl stomatologiei moderne, a criticat în manualul său din 1728 periuțele de dinți ineficiente, prea moi confecționate din păr de cal. La acea dată, dinții se curățau mai degrabă cu bureți.
Englezul William Addis a fondat în 1780 prima firmă care producea periuțe dedinți în mod profesionist din oscioare și peri de vacă. periuța de dinți era un articol de lux al celor bogați. 
Cu inventarea nailonului în 1938 a devenit posibilă fabricarea ieftină, în masă a periuțelor de dinți. Prima generație de periuțe de dinți era însă atât de tare, încât putea să rănească gingiile, prin urmare nu erau de recomandat. De abia în 1950 a devenit disponibil nailonul mai moale, care se potrivea mai bine.
Spălarea dinților a devenit destul de târziu un obicei larg raspândit. De exemplu, în Statele Unite, de abia după cel de al doilea război mondial. Asta deoarece soldații au fost obligați să se spele pe dinți și au adus acest obicei în familiile lor.